# Colona javanica
Colona javanica är en malvaväxtart som först beskrevs av Carl Ludwig von Blume, och fick sitt nu gällande namn av Karl Ewald Maximilian Burret. Colona javanica ingår i släktet Colona och familjen malvaväxter. Inga underarter finns listade i Catalogue of Life.

## Bildgalleri

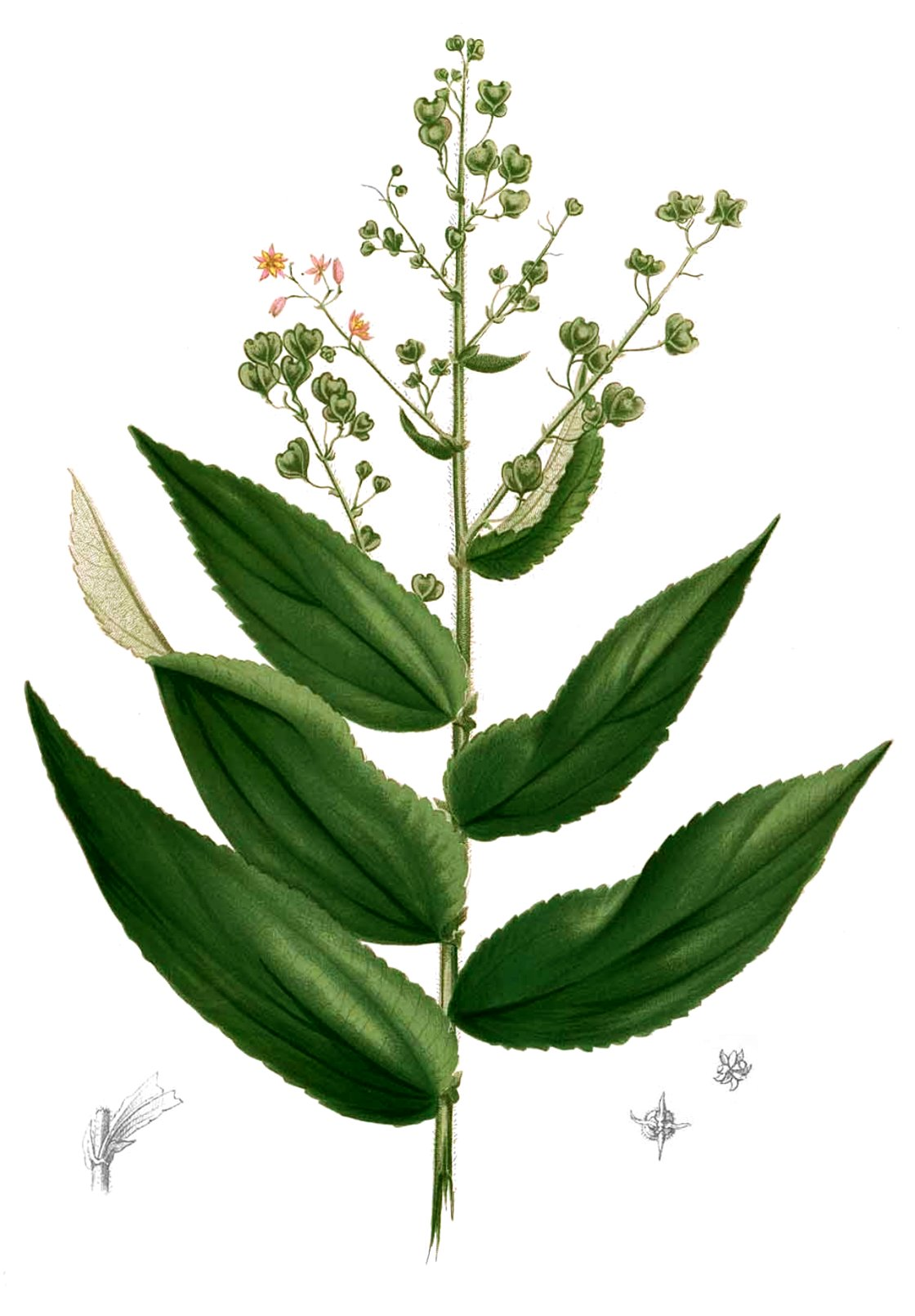